# Mirabrug

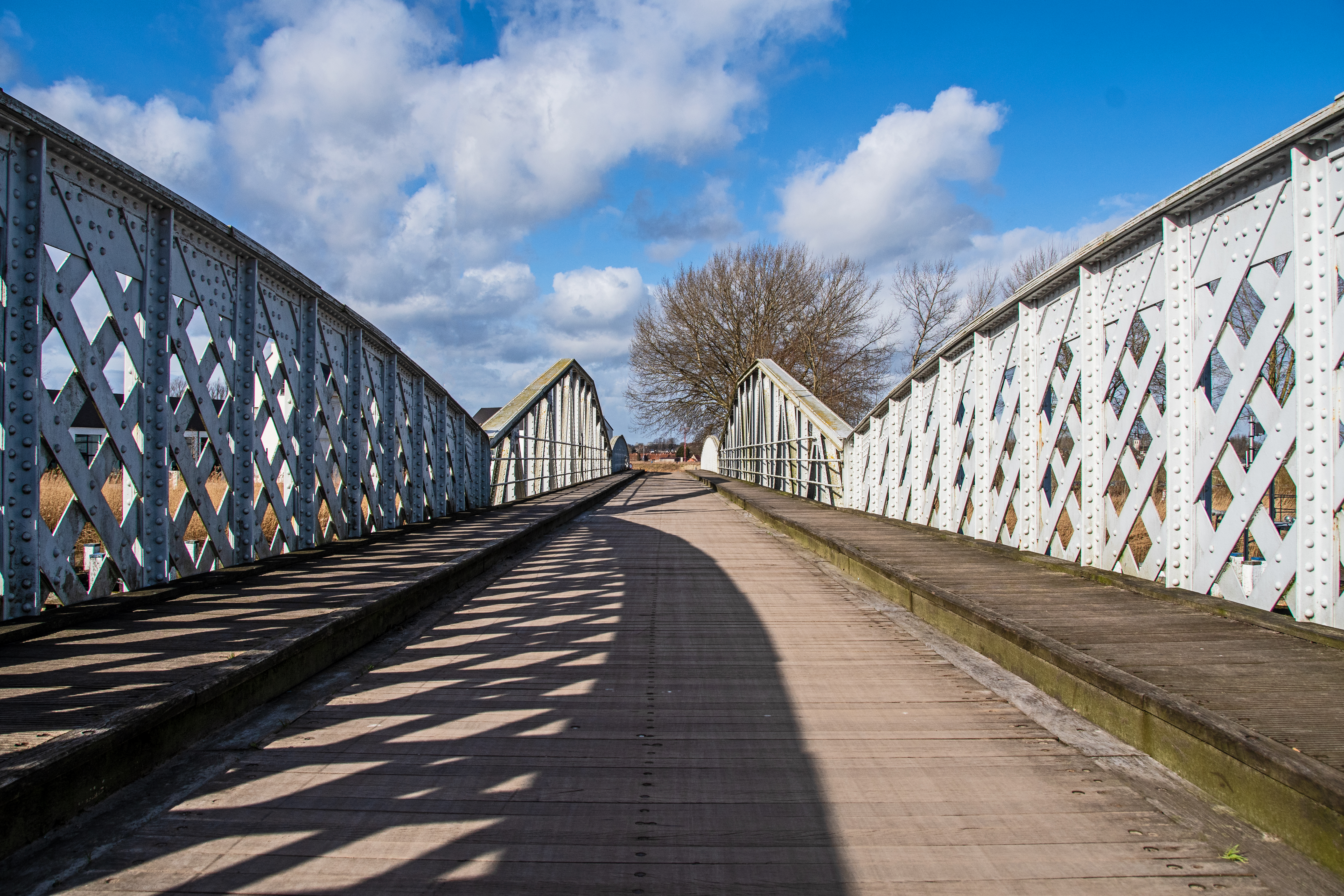
Mirabrug (2022)

De Mirabrug is een brug over de Durme, op de grens van de Belgische gemeenten Hamme en Waasmunster. Ze werd gebouwd in de periode 1896-1900.
De brug kreeg haar naam en bekendheid dankzij de speelfilm Mira, de verfilming uit 1971 van het boek De teleurgang van de Waterhoek van Stijn Streuvels door Fons Rademakers, met Willeke van Ammelrooy en Jan Decleir in de hoofdrollen. Het script was van Hugo Claus.
De brug die Streuvels beschreef lag niet tussen Hamme en Waasmunster, maar was de Vierendeelbrug die Ruien met Avelgem verbond. Deze is echter tot tweemaal toe gedynamiteerd en vervangen. De huidige brug is een veel modernere variant van de oorspronkelijke.
In het begin van de Eerste Wereldoorlog werd het middelste stuk van de brug opgeblazen door de plaatselijke bevolking, in een poging om de Duitsers en hun oorlogsmaterieel tegen te houden.
De brug werd in 1991 beschermd als monument.
In 2002 werd de Mirabrug gerestaureerd en op 21 januari 2003 opengesteld in aanwezigheid van Willeke van Ammelrooy en Jan Decleir. Tot 1970 was alle verkeer op de brug toegelaten; nu mag ze enkel nog door fietsers en voetgangers gebruikt worden. De restauratie kostte 2 miljoen euro en werd volledig betaald door het Vlaams Gewest.
De Den Bunt wandelroute (7,5 km) start aan de Mirabrug. Den Bunt is een natuurgebied met een merkwaardige flora, ontstaan uit de talrijke overstromingen van de Durme en uit de ontgonnen turfputten. Vanop de dijken, die aangename wandel- en fietspaden zijn, heeft men een breed uitzicht op de Durme, de Schelde en de omringende natuur. De wandelroute eindigt aan het monument van Filip De Pillecyn.